# Evangelische Kirche Freiensteinau

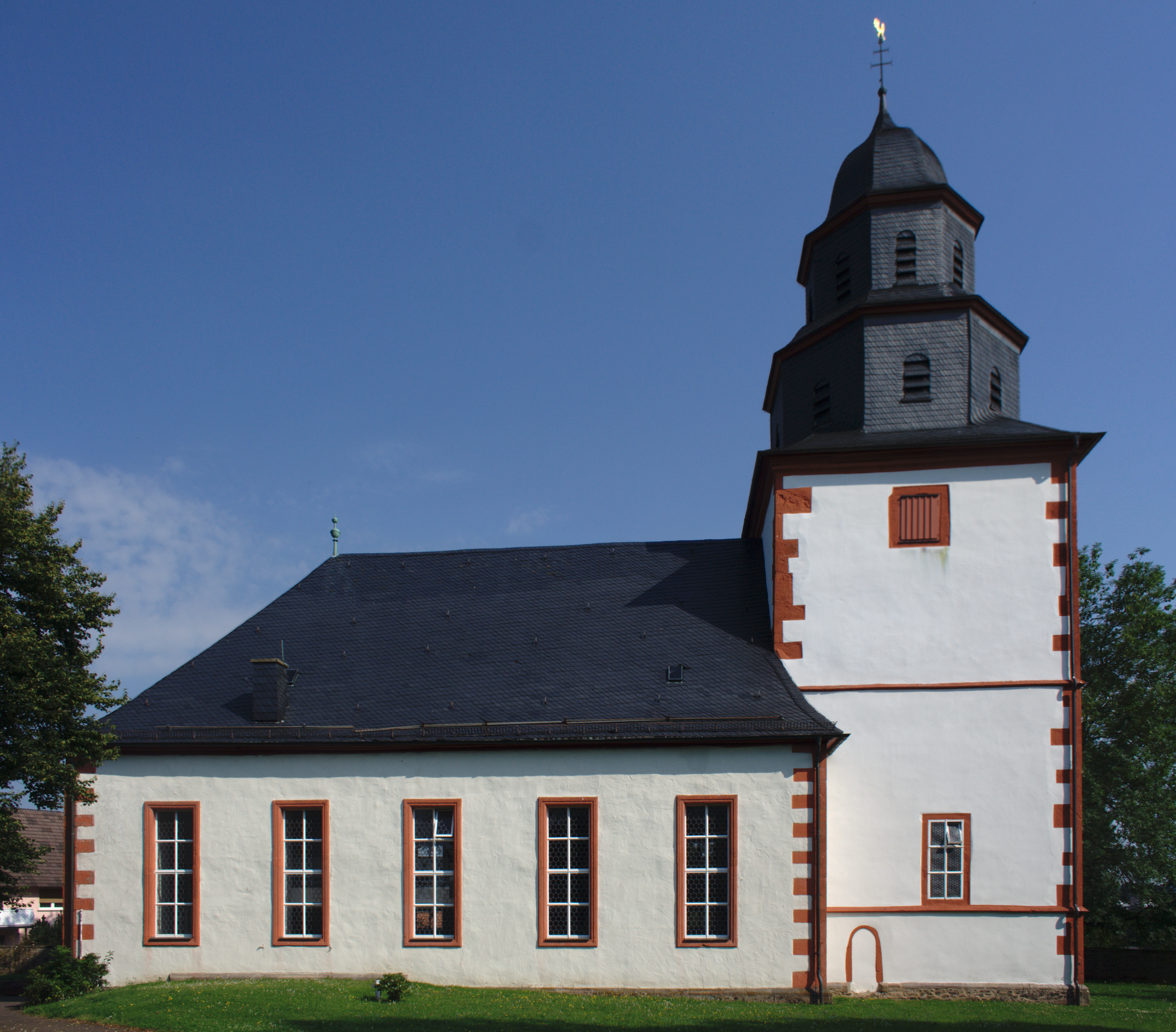
Kirche in Freiensteinau

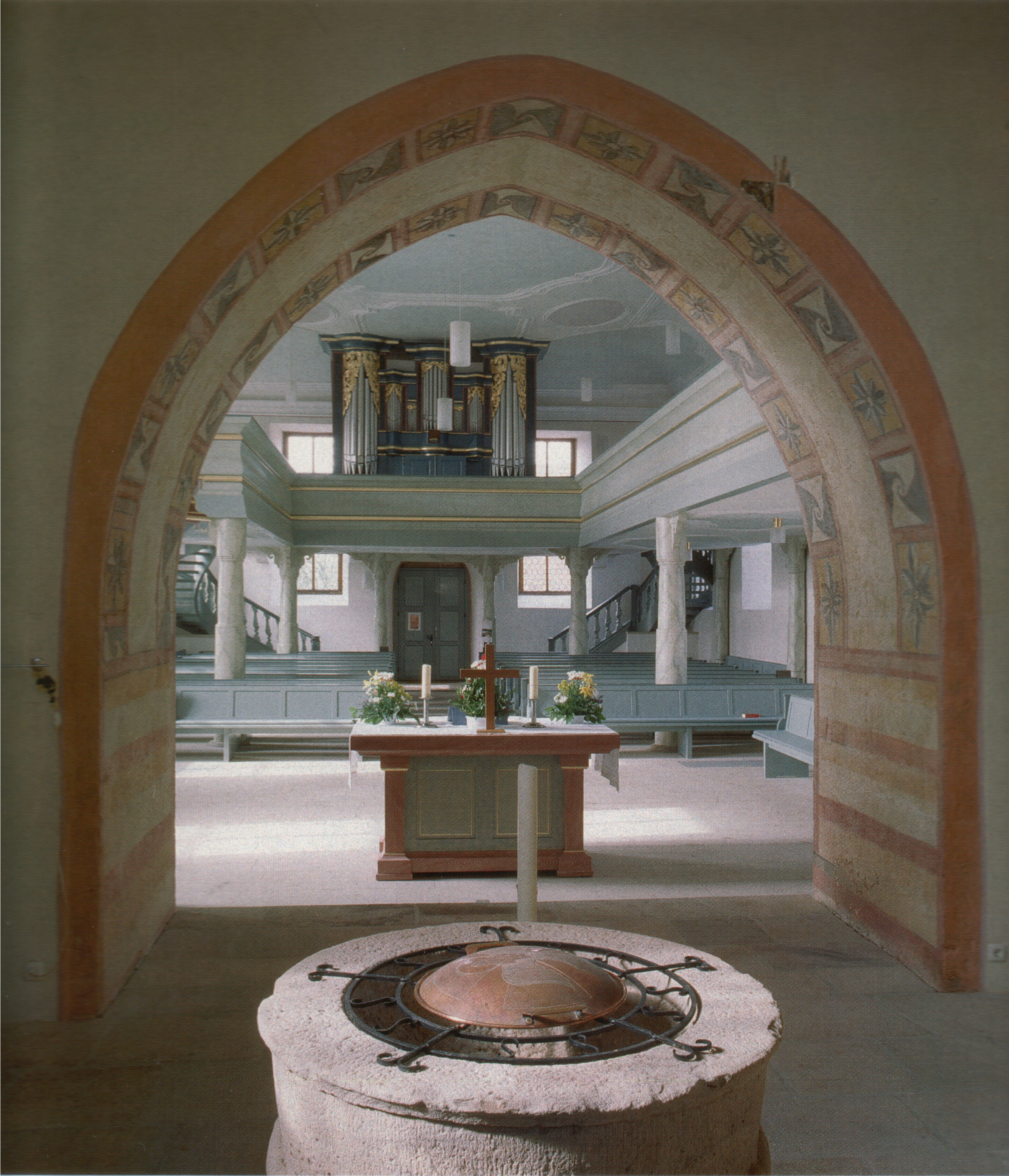
Innenansicht

Die Evangelische Kirche in Freiensteinau, einer Gemeinde im Vogelsbergkreis in Hessen, wurde 1721 bis 1724 errichtet. Die Kirche ist ein geschütztes Baudenkmal. Die Kirchengemeinde gehört zum Dekanat Vogelsberg in der Propstei Oberhessen der Evangelischen Kirche in Hessen und Nassau.

## Architektur
Die Kirche wurde nach den Plänen des Hanauer Baumeisters Johann Christian Starck errichtet. An den spätgotischen Chorturm aus der 2. Hälfte des 14. Jahrhunderts wurde der Saalbau angebaut. Im kreuzrippengewölbten Chor sind Reste der spätgotischen Wandmalerei erhalten. Das Kirchenschiff wird von einer stuckierten Voutendecke überspannt und besitzt eine dreiseitige Empore. Die Kanzel befindet sich neben dem Triumphbogen, der mit einem steinernen Wappen des Patronatsherrn, Riedesel Freiherren zu Eisenbach, versehen ist. Das runde Taufbecken stammt von 1594.